# Jean-Baptiste Bonnefons
Pour les articles homonymes, voir Bonnefons.
Jean-Baptiste Bonnefons est un homme politique français né le 30 juillet 1791 à Saint-Paul-des-Landes (Cantal) et mort le 16 octobre 1868 à Aurillac (Cantal).

## Biographie
Jean-Baptiste Marie Bonnefons naît le 30 juillet 1791 à Saint-Paul-des-Landes. Il est le fils de Pierre Paul Bonnefons et de Delphine Beynaguet. 
Avocat à Aurillac, Jean-Baptiste Bonnefons est conseiller municipal et est nommé suppléant du juge de paix en 1818. Il est révoqué en 1829 pour ses opinions libérales. Il est substitut du procureur en 1830, conseiller général du canton d'Aurillac-Sud de 1833 à 1848 et député du Cantal de 1830 à 1848, siégeant dans la majorité soutenant les ministères de la Monarchie de Juillet. Il est ensuite président de chambre au tribunal d'Aurillac et prend sa retraite en 1860.
Il meurt le 16 octobre 1868 à Aurillac.